# Statesboro
Statesboro település az Amerikai Egyesült Államok Georgia államában, Bulloch megyében, melynek megyeszékhelye is. Lakosainak száma 33 438 fő (2020. április 1.).

## Népesség
A település népességének változása:

| 2010 | 28 422 |
| 2020 | 33 438 |